# Bobo-Usmon Baturov
Bobo-Usmon Baturov est un boxeur ouzbek né le 16 novembre 1994 à Djizak.

## Carrière
Sa carrière amateur est principalement marquée par une médaille d'or remportée aux championnats d'Asie de 2019 dans la catégorie des poids welters et une autre aux Jeux asiatiques de 2018 dans la même catégorie.

## Palmarès

### Championnats du monde
- Médaille de bronze en -69 kg en 2019 à Iekaterinbourg, Russie

### Championnats d'Asie de boxe amateur
- Médaille d'or en -69 kg en 2019 à Bangkok, Thaïlande.

### Jeux asiatiques
- Médaille d'or en -69 kg en 2018 à Jakarta, Indonésie.

## Référence
1. ↑  (en) Résultats des championnats d’Asie 2019